# Živjeće ovaj narod (1947.)
Živjeće ovaj narod, hrvatski dugometražni film iz 1947. godine.

## Radnja
U podgrmečkoj oblasti, u zapadnoj Bosni,  tijekom drugog svjetskog rata, počinje ustanak protiv njemačkih okupatora i ustaša. Svi su obuzeti velikim entuzijazmom i željom za slobodom i pružaju podršku lokalnim partizanima. Mlada seoska djevojka srpske narodnosti, Jagoda, zaljubljuje se u partizanskog komesara Ivana, specijalistu za miniranje željezničkih pruga, koji je hrvatske narodnosti.

## Likovi
- Vera Ilić-Đukić – Jagoda
- Siniša Ravasi – Ivan
- Fran Novaković – Djed Ilija
- Carka Jovanović – Baka
- Nikola Popović – Profesor
- Vaso Kosić – Obrad
- Miša Mirković – Partizanski kurir Mića
- Dobrica Milutinović – Dejd Vuk
- Emil Kutijaro – Partijac
- Joža Gregorin – Milan
- Aleksandar Stojković – Krljo
- Milutin Jasnić – Brko
- Vjekoslav Afrić – Drug Tito